# Jean-Pierre Barda
Pour les articles homonymes, voir Barda.
Jean-Pierre Barda (né à Paris le 7 mars 1967) est un chanteur suédois d'origine française, il est aussi acteur, maquilleur et coiffeur. Il est connu pour faire partie du groupe suédois de musique pop Army of Lovers.

## Biographie
Né à Paris, sa famille d'origine juive algérienne émigre en Suède quand il était enfant. Adulte, il participe, avec Alexander Bard au groupe Barbie, qui devient Army of Lovers en 1987 avec la participation de La Camilla.